# كأس تونس 1997–98
كأس تونس لكرة القدم 1997-1998 هو الموسم رقم 42 منذ الاستقلال وال67 منذ إنشائه من كأس تونس لكرة القدم.

فاز بهذا الموسم النادي الإفريقي، وجاء ثانيا الأولمبي الباجي.

## روابط خارجية
- الموقع الرسمي للجامعة التونسية لكرة القدم.